# TVR Griffith
TVR Griffith — спортивний автомобіль британської компанії TVR 1991–2002 років, що випускався невеликою серією.

## Опис

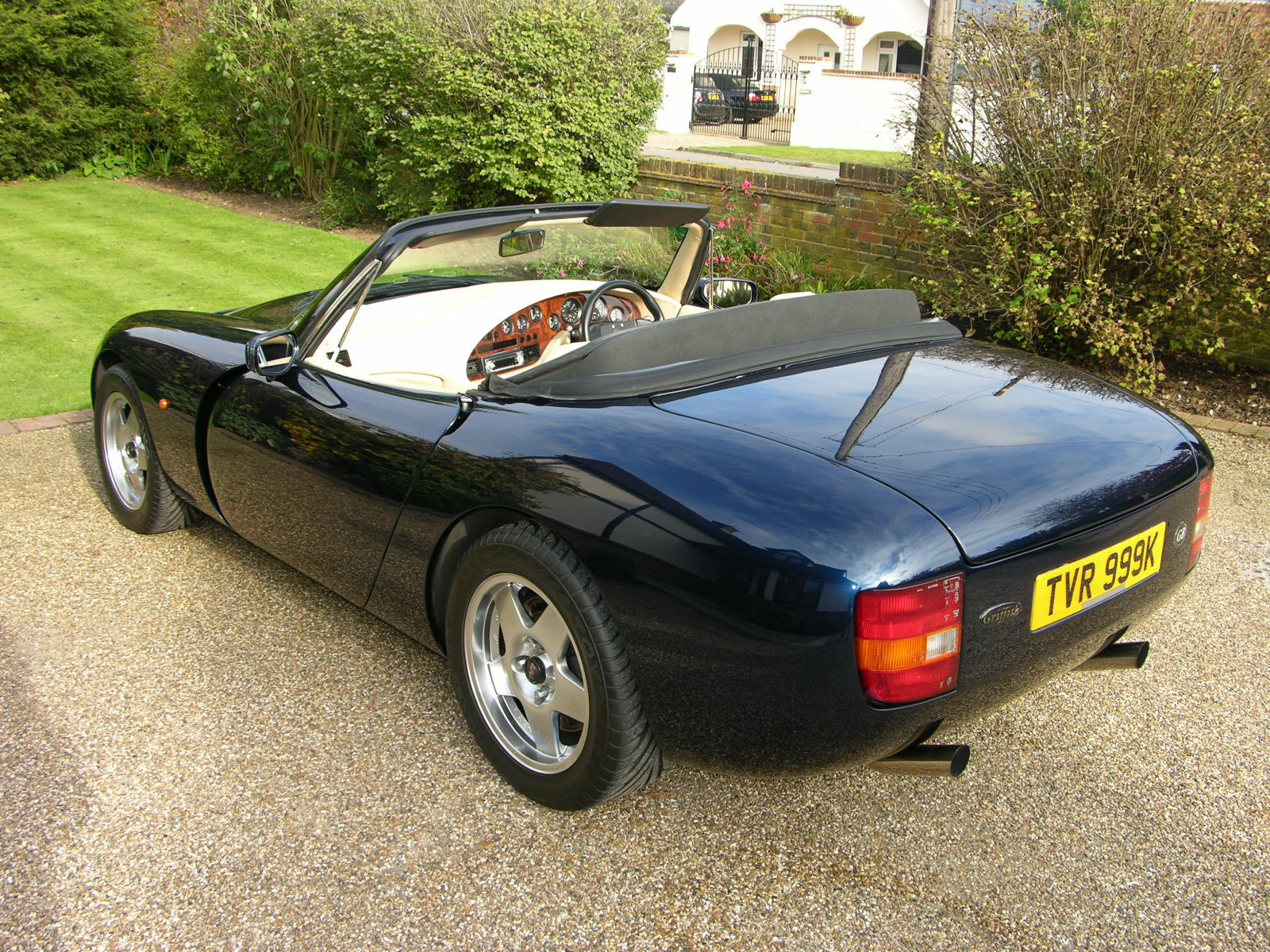

Спочатку модель 4.0 при вазі близько 1000 кг отримала мотор Rover V8 об'ємом 3948 см³ потужністю у 240 к.с. при 5250об/хв., крутним моментом 366 Нм, з який вона відзначалась непоганими ходовими якостями. Пізніша модифікація 1992 4.3 отримала мотор Rover V8 об'ємом 4280 см³ потужністю у 284 к.с. при 5500об/хв., крутним моментом 414 Нм.
Модифікації останнього періоду виробництва 1993 позначили TVR Griffith 500. Вони отримали мотор Rover V8 об'ємом 4997 см³, потужністю 320/345 к.с. при 5500об/хв., крутним моментом 475 Нм, що дозволило розганятись 0-100 км/год за 4,2 секунди (4.0 — 5,2 сек). Усі модифікації використовували систему управління мотором Lucas 14CUX
У кузовах широко використовували скловолокно. Загалом виготовили 2582 екземпляри TVR Griffith.

## Двигуни
- 4.0 L Rover V8
- 4.3 L Rover V8
- 4.5 L Rover V8
- 5.0 L Rover V8 (тільки Griffith 500)